# Fogdtjärnen, Jämtland
Fogdtjärnen är en sjö i Östersunds kommun i Jämtland och ingår i Indalsälvens huvudavrinningsområde.